# 1992 EM18
1992 EM18 är en asteroid i huvudbältet som upptäcktes den 3 mars 1992 av UESAC vid La Silla-observatoriet.
Asteroiden har en diameter på ungefär 4 kilometer.